# Metolius
Metolius és una població dels Estats Units a l'estat d'Oregon. Segons el cens del 2000 tenia 635 habitants.

## Demografia
Segons el cens del 2000, Metolius tenia 635 habitants, 214 habitatges, i 161 famílies. La densitat de població era de 598 habitants per km².
Dels 214 habitatges en un 40,7% hi vivien nens de menys de 18 anys, en un 57% hi vivien parelles casades, en un 13,1% dones solteres, i en un 24,3% no eren unitats familiars. En el 21% dels habitatges hi vivien persones soles el 7,9% de les quals corresponia a persones de 65 anys o més que vivien soles. El nombre mitjà de persones vivint en cada habitatge era de 2,97 i el nombre mitjà de persones que vivien en cada família era de 3,41.
Per edats la població es repartia de la següent manera: un 35,3% tenia menys de 18 anys, un 6,6% entre 18 i 24, un 31,5% entre 25 i 44, un 15,4% de 45 a 60 i un 11,2% 65 anys o més.
L'edat mediana era de 30 anys. Per cada 100 dones de 18 o més anys hi havia 99,5 homes.
La renda mediana per habitatge era de 32.375$ i la renda mediana per família de 34.028$. Els homes tenien una renda mediana de 30.893$ mentre que les dones 21.607$. La renda per capita de la població era de 11.963$. Aproximadament el 14% de les famílies i el 16,6% de la població estaven per davall del llindar de pobresa.

## Poblacions més properes
El següent diagrama mostra les poblacions més properes.